# Битва при Альмонасиде
Битва при Альмонасиде произошла 11 августа 1809 года во время Пиренейской войны между 4-м корпусом Себастьяни, который отошёл из битвы при Талавере для защиты Мадрида, и испанской армией Ла-Манчи под командованием генерала Венегаса. После решительных атак польских уланов битва окончилась победой французов.

## Предыстория
После битвы при Аранхуэсе генерал Венегас был воодушевлён полученным небольшим преимуществом. Предполагая, что у французов не более 14 тыс. человек, он повёл армию Ла-Манчи к Толедо, объединив 10 августа все силы в Альмонасиде. Армия состояла из 22 тыс. пехотинцев, более 3 тыс. кавалеристов и 29 артиллерийских орудий, и была организована в пять дивизий под командованием Луиса Роберто де Ласи, Гаспара де Вигоде, Педро Августина Хирона, Франсиско Гонсалеса де Кастехона и Томаса де Зерена. Мигель де лос Риос и маркиз Гело были генерал-майорами в кавалерии и пехоте, а бригадиры Антонио де ла Крус и Хуан Булиньи были главнокомандующими артиллерией и инженерами. Они были настолько уверены в победе, что пренебрегали всеми общепринятыми правилами при обустройстве лагеря во время военных действий, особенно учитывая, что они находились неподалёку от врага, который накануне пересёк реку Тахо в Толедо и вброд в Аньовер-де-Тахо, остановившись в тот же день, 10 августа, в соседнем городе Намброка, в лиге от Альмонасида.

### Перед битвой

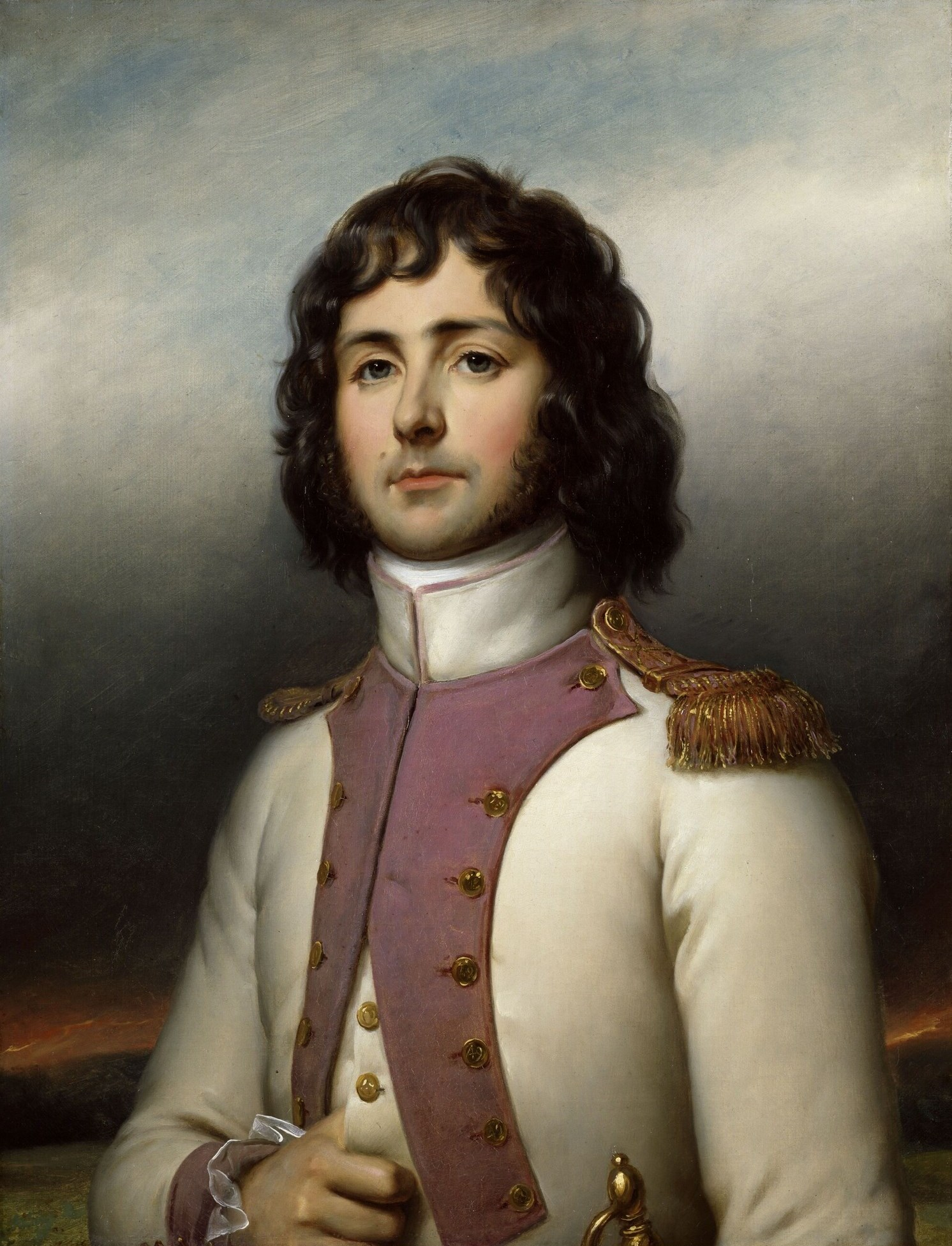
Орас Себастьяни

Испанский командующий, выслушав мнение других генералов, решил атаковать французов 12 августа, чтобы успокоить свои войска; генералы согласились с ним, несмотря на то, что им было известно о отступлении союзной армии из Талавера-де-ла-Рейна к Эстремадуре. Французская армия предвидела это и появилась перед позициями испанцев 11 августа в половине пятого утра, и 14 тыс. солдат 4-го корпуса под командованием Себастьяни немедленно атаковали испанцев, не дожидаясь подхода резерва под командованием Дессоля и лично короля Жозефа Бонапарта.
Армия Ла-Манчи поспешно выстроилась перед Альмонасидом и с обеих сторон от него в следующем порядке: дивизия Вигодета справа и чуть позади, с большей частью кавалерии; дальше налево шли дивизия Кастехона на холме Утрера, дивизия Зерена около неё прикрывала холм Санто, дивизия Ласи ближе к ручью Гуазалате; 3-я дивизия Хирона, действующая в качестве резерва, расположилась между высотами Серро-Джонс, с крайней левой стороны и в ключевом месте всего фронта, и Серро-де-ла-Крус, или холмом Кастильо, названным в честь руин замка на его вершине.

## Битва

### Первые атаки
После интенсивного артиллерийского огня, на который испанцы ответили тем же, Жан Франсуа Леваль с польскими и немецко-голландскими дивизиями атаковал левое крыло испанцев. Батальоны 3-й дивизии из Байлена и Хаэна дважды отбивали поляков, но не получили подкрепления из резерва. Польские дивизии, поддерживаемые слева немцами, начали штурмовать стратегически важные позиции на Серро-Джонсе, хотя и терпя при этом сильный урон (три польских полка, составляющих дивизию, потеряли 47 офицеров). Правый фланг французов был поддержан большим отрядом войск, продвигающимся вдоль подножия этого холма и охватывавшим противника слева; его не остановила даже кавалерийская атака всадников Фернандо VII и Гранады во главе с полковником Антонио Зеа и командующим Николасом Чаконом (капитан Франсиско Сото погиб в этой атаке). 1-я дивизия, чтобы противостоять немцам, должна была несколько отойти и переместиться по диагонали к арьергарду. Однако, поскольку центр и правый фланг теперь также отступали под атакой оставшихся вражеских сил, поддерживаемых только что прибывшим резервом под командованием Дессоля и Жозефа Бонапарта, эта дивизия сама была вынуждена укрыться на холме Кастильо.

### Основное сражение
4-я дивизия подверглась обстрелу многочисленными вражескими орудиями и смогла ответить только одной конной батареей. Командующий ими подполковник, капитан артиллерии Хосе Чакон, вскоре получил смертельное ранение и 13 августа скончался от этих ран. Подполковник Альваро Чакон из этого же корпуса также погиб на поле боя. Полки Херес-де-ла-Фронтера, Кордовы и испанских гвардейцев отличились своим спокойствием и мужеством. Кавалерия справа не поддержала должным образом атаку, направленную на сдерживание французов, и те смогли беспрепятственно продолжать наступление. 5-я дивизия также вскоре уступила поле битвы, и противник занял город и холм Кастильо. Находившиеся там испанские войска не смогли противостоять мощному артобстрелу, который французы обрушили на них со всех сторон.
Дивизия Вигодета вовремя вмешалась, чтобы предотвратить немедленное и катастрофическое поражение, быстро и умело осуществив смену линии фронта под защитой огня испанских орудий. Этот манёвр сдержал преследование дезорганизованных сил в центре, а также восстановил порядок на левом фланге, которому польские и немецкие дивизии угрожали полным окружением и отрезанием путей к отступлению. Там 2-я дивизия с новой силой начала сопротивляться наступающим французам, которые пытались прорваться через это неожиданное препятствие, помешавшее им максимально использовать свою победу. Большой отряд внушающих ужас драгунов Мийо атаковал левый фланг, и именно в этот последний период битвы войска Вигодета покрыли себя боевой славой. Все сражались с мужеством и полным самопожертвованием: артиллерия, прикрывавшая отступление; кавалерия, образованная всадниками разных корпусов, которые сплачивали рассыпавшиеся войска; и пехота, остававшаяся невозмутимой среди ураганного огня и всеобщего смятения и беспорядка. Отряд гренадеров провинции Ронда во главе с лейтенантом Антонио Эспиносой, приближаясь к вражеским всадникам с примкнутыми штыками, смог остановить их и даже отбить у них свою пушку. Второй лейтенант артиллерии, Хуан Монтенегро, также сумел спасти пушку своей батареи, пожертвовав при этом своей жизнью. Только несчастный случай, когда среди телег с боеприпасами произошёл взрыв, напугавший лошадей, привёл к некоторому беспорядку. Эти сразу же воспользовался противник, который смог уничтожить часть солдат и захватить несколько пушек.

## Конец битвы
Французы потеряли 2,5 тыс. человек и в районе Мора прекратили активное преследование. Разгромленная испанская армия смогла выйти на дорогу в Андалусию и прибыть в Мансанарес в боевом порядке. Однако по прибытии туда ложные слухи о том, что вражеские силы находились в Вальдепеньяс (Сьюдад-Реаль), заставили многих испанцев бежать до Сьерра-Морены. Испанские потери не превышали 4 тыс. человек, включая тех, кто был убит, ранен и попал в плен. Однако среди погибших был командир пехотного полка первой дивизии полковник Висенте Мартинес, а среди раненых полковник Гранадских драгунов Диего Баллестерос, который попал в плен.

## Наследие
В память об этом военном подвиге королевским указом от 30 мая 1816 года была создана военная медаль со следующей надписью в центре: «От Фернандо VII» и по краю: «В Альмонасиде, 11 августа 1809 года».